# HD 4928
HD 4928，又名BD+02 118，SAO 109507、HR 243，是一颗恒星，视星等为6.37，位于銀經122.87，銀緯-59.49，其B1900.0坐标为赤經0h 46m 9.3s，赤緯+2° -59.49′ 33″。